# Bonthorpe
Bonthorpe – osada w Anglii, w hrabstwie Lincolnshire. Leży 51 km na wschód od Lincoln i 193 km na północ od Londynu.